# 安德烈亚·里斯珀利
安德雷·里斯波利（義大利語：Andrea Rispoli；1989年9月29日—）是一位意大利足球運動員，場上司职右後衛，并曾经代表意大利U21國家隊參加国际比賽。